# Selezione femminile di pallavolo della Groenlandia
La selezione femminile di pallavolo della Groenlandia è una squadra europea composta dalle migliori giocatrici di pallavolo della Groenlandia ed è posta sotto l'egida della Federazione pallavolistica della Groenlandia.

## Risultati
La nazionale femminile di pallavolo della Groenlandia non ha mai partecipato alla fase finale di alcun torneo.